# .mn
A .mn Mongólia internetes legfelső szintű tartomány kódja, melyet 1995-ben hoztak létre. Lehetséges közvetlenül a legfelső tartomány alá is regisztrálni domaineket vagy pedig bizonyos második szintű tartományok alá:
- .gov.mn – kormányzati intézetek
- .edu.mn – oktatási intézetek
- .org.mn – nonprofit szervezetek

A regisztráció egyetlen feltétele, hogy a kérelmező legalább 18 éves legyen.